# Hoplismenus jalapensis
Hoplismenus jalapensis là một loài tò vò trong họ Ichneumonidae.